# Cyperus absconditicoronatus
Cyperus absconditicoronatus är en halvgräsart som beskrevs av Bauters, Reynders och Paul Goetghebeur. Cyperus absconditicoronatus ingår i släktet papyrusar, och familjen halvgräs. Inga underarter finns listade i Catalogue of Life.